# Mount Summit
Mount Summit è un comune degli Stati Uniti d'America, situato nello Stato dell'Indiana, nella contea di Henry.